# Oromo (Sprache)
Oromo (auf Oromo: Afaan Oromoo [ʌfɑːn ɔrɔmoː] oder Oromiff) ist eine afroasiatische Sprache und die am weitesten verbreitete kuschitische Sprache. Oromo wird manchmal als eine Gruppe von nahe verwandten Sprachen bezeichnet, aber seine Sprecher nennen es eine Sprache. Sie wird nach dem Stand von 2018 von insgesamt etwa 37,4 Millionen Oromo gesprochen, darunter 36,6 Millionen in Äthiopien, 627000 in Kenia und 41600 in Somalia.
Die Fremdbezeichnung Galla oder Galligna gilt als veraltet und stößt bei den Oromo auf Ablehnung.
Oromo wird seit 1991 offiziell mit dem lateinischen Alphabet geschrieben. Davor wurde hauptsächlich die äthiopische Schrift verwendet, wobei es unter der Regierung von Haile Selassie verboten war, Oromo überhaupt zu schreiben. Das arabische Alphabet wurde ebenfalls verwendet und vereinzelt im 19. Jahrhundert, vor der Eroberung der meisten Oromo-Gebiete durch Äthiopien, auch die von Missionaren eingeführte lateinische Schrift.

## Sprecher und Dialekte
Mindestens 99 % der Oromo-Sprecher leben in Äthiopien, die meisten davon in der Region Oromia (Oromiyaa), die meisten anderen in Kenia, aber es gibt auch ungefähr 42.000 Sprecher in Somalia. In Äthiopien ist es die Sprache mit der größten Anzahl an Muttersprachlern (31,6 %) und in Afrika mit der fünftgrößten. Neben den Muttersprachlern sprechen auch Mitglieder anderer Ethnien, die mit den Oromo in Kontakt stehen, diese Sprache.
Die unterschiedlichen Varianten von Oromo können in drei Hauptdialektgruppen zusammengefasst werden:
Westzentraloromo
Wollega (Wallagga) oder Macha (Macca), gesprochen in Nordwest-Oromia
Tulama (Tuulamaa) oder Shoa (Shawaa), gesprochen im zentralen Nord-Oromia
Wollo (Wallo), gesprochen in der Region Wollo, zum Teil auch in Amhara
Raya (Raayyaa), gesprochen weiter nördlich als der Wollo-Dialekt
Ostoromo, gesprochen im nordöstlichen Teil von Oromia und in der Nähe der Städte Harar und Dire Dawa
Südoromo
Arsi, gesprochen in Zentral-Oromia
Guji (Gujii), gesprochen im zentralen Süd-Oromia
Borana (Boranaa), gesprochen in Süd-Oromia, Teilen der Eastern Province in Kenia und in Gedo in Somalia
Gabbra, gesprochen von den Gabbra im Nordwesten der Eastern Province in Kenia
Garre-Ajuraan, gesprochen in Teilen der North-Eastern Province in Kenia
Orma, gesprochen von den Tana-Orma entlang des Tana in der Coast Province in Kenia
Waata, gesprochen in isolierten Dörfern in der Coast Province in Kenia
Es muss noch viel an den Oromo-Dialekten gearbeitet werden, besonders am gegenseitigen Verständnis. Die südlichen Dialekte unterscheiden sich am meisten. Zum Beispiel ist in diesen Dialekten das Geschlecht der meisten Substantive am letzten Vokal erkennbar. Die in Äthiopien und Kenia gesprochenen Dialekte unterscheiden sich darin, aus welchen Sprachen Wörter entlehnt werden. In Äthiopien war Oromo jahrhundertelang mit dem Amharischen in Kontakt, was einen gegenseitigen lexikalischen Einfluss zur Folge hatte. In Kenia und anderen Ländern entlehnten die Oromo-Dialekte viele Wörter aus dem Swahili und dem Englischen.

## Sprachpolitik
Vor der äthiopischen Revolution von 1974 war es verboten, etwas in Oromo zu veröffentlichen oder zu senden, und die wenigen veröffentlichten Werke wie die Bibelübersetzung von Onesimos Nesib und die vorangegangene Bibelübersetzung von Johann Ludwig Krapf und Ruufoo wurden in der äthiopischen Schrift geschrieben. Nach der Revolution führte die Regierung eine Kampagne für die Lese- und Schreibfähigkeit in einigen Sprachen, darunter Oromo, durch. Pläne für Schulunterricht auf Oromo wurden jedoch nicht vor dem Sturz der Regierung von Mengistu Haile Mariam verwirklicht, mit Ausnahme der Gebiete, die von der Oromo-Befreiungsfront kontrolliert wurden.
Seit 1991 wird Oromo wieder offiziell in lateinischer Schrift wiedergegeben, wie bereits in den ersten Oromo-Literaturzeugnissen der Zeit 1840–70. Das lateinische Alphabet eignet sich besser zur Wiedergabe der häufig auftretenden Konsonantengemination und der insgesamt zehn Vokalunterschiede als die äthiopische Schrift, die nur zwischen sieben Vokalen unterscheidet. Aufgrund der Unterschiede zwischen den Dialekten gibt es nach wie vor keine einheitliche Schreibweise.
Oromo ist Arbeitssprache der Region Oromia, die 1991 gegründet wurde und einen Großteil der Oromo-Gebiete umfasst. Die Föderalistisch-Demokratische Bewegung der Oromo (WAFIDO) setzt sich bislang erfolglos dafür ein, Oromo als zweite Amtssprache neben Amharisch in ganz Äthiopien einzuführen.

## Phonetik und Phonologie

### Konsonanten
Wie die meisten anderen äthiopischen Sprachen gibt es im Oromo einige Ejektive, aber es gibt auch einen eher ungewöhnlichen implosiven retroflexen Plosiv, der „dh“ geschrieben wird.
Im Oromo-Alphabet besteht ein Buchstabe entweder aus einem einzelnen Symbol oder einem Digraph (ch, dh, ny, ph, sh). Gemination wird bei den Digraphen nicht unbedingt gekennzeichnet, obwohl manche Schreiber sie durch Verdoppelung des ersten Konsonanten anzeigen, zum Beispiel qopphaa'uu = sei vorbereitet. In der unteren Tabelle steht das IPA-Symbol in Klammern neben dem Buchstaben, wenn es sich von ihm unterscheidet. Die Phoneme /p/, /v/ und /z/ stehen in Klammern, weil sie nur in Lehnwörtern vorkommen.
|               |               | Bilabial/ Labiodental | Alveolar/ Retroflex | Postalveolar/ Palatal | Velar  | Glottal |
| ------------- | ------------- | --------------------- | ------------------- | --------------------- | ------ | ------- |
| Plosive       | stimmlos      | (p)                   | t                   |                       | k      | ' [⁠ʔ⁠]   |
| Plosive       | stimmhaft     | b                     | d                   |                       | g      |         |
| Plosive       | Ejektive      | ph [p']               | x [t']              |                       | q [k'] |         |
| Plosive       | Implosive     |                       | dh [⁠ɗ⁠]              |                       |        |         |
| Affrikaten    | stimmlos      |                       |                     | ch [⁠ʧ⁠]                |        |         |
| Affrikaten    | stimmhaft     |                       |                     | j [⁠ʤ⁠]                 |        |         |
| Affrikaten    | Ejektive      |                       |                     | c [ʧ']                |        |         |
| Frikative     | stimmlos      | f                     | s                   | sh [⁠ʃ⁠]                |        | h       |
| Frikative     | stimmhaft     | (v)                   | (z)                 |                       |        |         |
| Nasale        | Nasale        | m                     | n                   | ny [⁠ɲ⁠]                |        |         |
| Approximanten | Approximanten | w                     | l                   | y [⁠j⁠]                 |        |         |
| Flaps         | Flaps         |                       | r                   |                       |        |         |

### Vokale
Oromo hat ein typisches Südkuschitisches Vokalsystem mit fünf kurzen und fünf langen Vokalen. Die Länge wird durch Verdoppelung des Vokals angezeigt.
|             | Vorderzungenvokal | Zentralvokal | Hinterzungenvokal |
| ----------- | ----------------- | ------------ | ----------------- |
| geschlossen | i [⁠ɪ⁠], ii [i:]    |              | u [⁠ʊ⁠], uu [u:]    |
| mittel      | e [⁠ɛ⁠], ee [e:]    |              | o [⁠ɔ⁠], oo [o:]    |
| offen       |                   | a [⁠ʌ⁠]        | aa [ɑ:]           |

## Morphologie

### Substantive

#### Geschlecht
Wie andere afroasiatische Sprachen hat Oromo zwei grammatikalische Geschlechter, Maskulinum und Femininum, und alle Substantive gehören einem dieser beiden an. Das grammatikalische Geschlecht wirkt sich folgendermaßen auf die Grammatik aus:
- Verben (außer sein) kongruieren mit ihrem Subjekt, wenn dieses in der 3. Person Singular steht.
- Pronomen in der 3. Person Singular haben das Geschlecht des Substantivs, auf das sie sich beziehen.
- Adjektive kongruieren mit den Substantiven.
- Einige Possessivpronomen kongruieren in manchen Dialekten mit den Substantiven.

Mit Ausnahme einiger südlicher Dialekte gibt es nichts, woran man das Geschlecht eines Substantivs erkennen kann. Das grammatikalische Geschlecht (Genus) entspricht normalerweise dem natürlichen Geschlecht. Das Geschlecht von Unbelebtem ist je nach Dialekt verschiedenen.

#### Numerus
In Oromo gibt es die Numeri Singular und Plural, aber Wörter, die sich auf mehrere Dinge beziehen, stehen nicht zwangsläufig im Plural, wenn der Zusammenhang, etwa durch Numeralia, klar ist, zum Beispiel: nama = Mann, nama shan = fünf Männer. Der Plural wird durch das Anhängen von Suffixen gebildet. Das häufigste Suffix ist -oota; der letzte Vokal wird vor dem Suffix weggelassen, zum Beispiel: mana = Haus, manoota = Häuser; hiriyaa = Freund, hiriyoota = Freunde; barsiisaa = Lehrer (Sg.), barsiisoota = Lehrer (Pl.). Andere Pluralsuffixe sind -(w)wan, -een und -(a)an, wobei bei den beiden letzteren der vorausgehende Konsonant redupliziert werden kann: wagga = Jahr, waggawwan = Jahre; laga = Fluss, laggeen = Flüsse; ilma = Sohn, ilmaan = Söhne.

#### Bestimmtheit
Oromo hat keine unbestimmten Artikel, aber Bestimmtheit wird durch Nominalsuffixe angezeigt: -(t)icca für männliche und -(t)ittii für weibliche Substantive. Vokalendungen verschwinden vor den Suffixen: karaa = Straße, karicha = die Straße; nama = Mann, namticha/namicha = der Mann; haroo = See, harittii = der See. Bei animierten Substantiven, die beide Geschlechter haben können, kann das Suffix das beabsichtigte Geschlecht zeigen: qaalluu = Priester, qaallicha = der Priester, qallittii = die Priesterin. Diese Suffixe scheinen nicht so häufig verwendet zu werden und nicht zusammen mit Pluralsuffixen vorzukommen. Unbestimmtheit wird durch die Numerale tókko, feminin tákka angezeigt: qaalluu tókko = ein gewisser Priester.

#### Kasus
Ein Nomen kann im Absolutiv, der formal eine Art Grundform bildet, sowie in einem von sechs durch Suffixe oder Verlängerung des letzten Vokals gekennzeichnete Kasus auftreten. Diese Endungen folgen eventuellen Plural- oder Definitheitssuffixen. Für einige dieser Kasus können mehrere Formen möglich sein, manche Formen umfassen mehr als einen Kasus und die Unterschiede in der Bedeutung können ziemlich subtil sein.

##### Absolutiv
Nomina in Oromo haben eine Grundform, die verwendet wird, wenn das Nomen ein direktes Objekt eines Verbes, Objekt einer Präposition oder einer Postposition oder ein Prädikatsnomen ist:
- mana = Haus, mana binne = wir kauften ein Haus
- hamma = bis, dhuma = Ende, hamma dhuma = bis zum Ende
- mana keessa = in dem/einem Haus
- inni = er, barsiisaa = Lehrer, inni barsiisaa (dha) = er ist Lehrer

##### Nominativ
Der Nominativ wird für Nomina verwendet, die das Subjekt eines Satzes bilden.
- Ibsaa = männlicher Vorname, Ibsaan = Ibsaa (Nominativ) makiinaa = Auto, qaba = er hat, Ibsaan makiinaa qaba = Ibsaa hat ein Auto

Bei den meisten Nomina, die auf einen kurzen Vokal enden, dem ein einfacher Konsonant vorausgeht, wird im Nominativ der letzte Vokal durch -ni ersetzt. Nach bestimmten Konsonanten verändert die Assimilation in Abhängigkeit vom Dialekt entweder das n oder diesen Konsonanten.
- nama = Mann, namni = Mann (Nominativ)
- namoota = Männer, namootni, namoonni = Männer (Nominativ) (t und n können zu nn assimilieren)

Wenn dem letzten Vokal zwei Konsonanten oder ein Doppelkonsonant vorausgehen, ist das Nominativsuffix -i.
- ibsa = Aussage, ibsi = Aussage (Nominativ)
- namicha = der Mann, namichi = der Mann (Nominativ)

Wenn das Nomen auf einen langen Vokal endet, ist das Suffix -n
- maqaa = Name, maqaan = Name (Nominativ)
- nyachuu = essen, Essen, nyachuun = Essen (Nominativ)

Wenn das Nomen auf n endet, sind Nominativ und Grundform identisch.
- afaan = Mund, Sprache (Grundform oder Nominativ)

Einige weibliche Nomina, die auf einen kurzen Vokal enden, bilden den Nominativ mit dem Suffix -ti, wobei wieder Assimilation auftreten kann.
- haadha = Mutter, haati (dh + t assimiliert zu t)
- lafa = Erde, lafti

##### Genitiv
Der Genitiv wird für Besitz oder Zugehörigkeit verwendet. Der Genitiv wird gebildet, indem der kurze Endvokal verlängert wird, -ii an den Endkonsonanten angehängt wird oder der lange Endvokal unverändert bleibt. Das besitzende Substantiv steht im Genitiv und folgt dem besessenen Substantiv.
- obboleetti = Schwester, namicha = der Mann, obboleetti namichaa = Schwester des Mannes
- hojii = Beruf, Caaltuu = weiblicher Vorname, hojii Caaltuu = Caaltuus Beruf
- barumsa = Forschungsbereich, afaan = Mund, Sprache, barumsa afaanii = Linguistik

Anstatt des Genitivs kann auch des Wort kan (m.) / tan (f.) vor dem Besitzer verwendet werden:
- obboleetti kan namicha = Schwester des Mannes

##### Dativ
Der Dativ wird für Substantive, die einen Empfänger oder einen Nutznießer eines Ereignisses repräsentieren, verwendet. Der Dativ eines Infinitivs, der sich im Oromo wie ein Substantiv verhält, zeigt den Zweck einer Handlung an. Der Dativ wird wie folgt gebildet:
- Verlängerung eines kurzen Endvokals:
  - namicha = der Mann, namichaa = dem Mann
- -f nach einem langen Vokal oder verlängerten kurzen Vokal, iif nach einem Konsonanten
  - intala = Mädchen, Tochter, intalaaf = einem Mädchen, einer Tochter
  - saree = Hund, sareef = einem Hund
  - baruu = lernen, baruuf = um zu lernen
  - bishaan = Wasser, bishaaniif = Wasser (Dativ)
- dhaa oder dhaaf nach einem langen Vokal:
  - saree = Hund, sareedhaa, sareedhaaf = einem Hund
- -tti, besonders bei Verben des Sprechens:
  - Caaltuu = weiblicher Vorname, himi = sag, erzähl, Caaltuutti himi = Sag (es) Caaltuu

##### Instrumentalis
Der Instrumentalis wird für Substantive, die Instrument („durch“), Mittel, Agens, Grund, oder Zeit einer Handlung repräsentieren, verwendet.
- -n nach einem langen Vokal oder verlängerten, kurzen Vokal, iin nach einem Konsonanten:
  - harka = Hand, harkan = händisch
  - halkan = Nacht, halkaniin = bei Nacht
- tiin nach einem langen Vokal oder verlängerten, kurzen Vokal:
  - Afaan Oromoo = Oromo (Sprache), Afaan Oromootiin = auf Oromo
- dhaan nach einem langen Vokal:
  - yeroo = Zeit, yeroodhaa = rechtzeitig
  - bawuu = herauskommen, bawuudhaan = durch das Herauskommen

##### Lokativ
Der Lokativ wird für Substantive, die den Ort repräsentieren, verwendet. Für genauere Ortsangaben werden Prä- und Postpositionen verwendet. Der Lokativ überlappt manchmal mit dem Instrumentalis, da er auch temporale Funktion haben kann. Der Lokativ wird durch das Suffix -tti gebildet.
- Arsiitti = in Arsii
- harka = Hand, harkatti = in der Hand
- guyyaa = Tag, guyyaatti = pro Tag
- jala, jalatti = unter

##### Ablativ
Der Ablativ wird für Substantive, die die Quelle eines Ereignisses repräsentieren, verwendet.
- Wenn das Wort auf einen kurzen Vokal endet, wird der Ablativ durch Verlängern des Endvokals gebildet:
  - biyya = Land, biyyaa = vom Land
- Wenn das Wort auf einen langen Vokal endet, wird dhaa hinzugefügt:
  - Finfinneedhaa = aus Finfinnee
  - gabaa = Markt, gabaadhaa = vom Markt
- Wenn das Wort auf einen Konsonanten endet, wird -ii hinzugefügt:
  - Hararii = aus Harar
- Nach einem Genitiv wird -tii hinzugefügt:
  - mana = Haus, buna = Kaffee, mana bunaa = Café, mana bunaatii = aus dem Café

Eine Alternative zum Ablativ ist die Postposition irraa, dessen erster Vokal weggelassen werden kann:
- gabaa = Markt, gabaa irraa, gabaarraa = vom Markt

### Pronomina

#### Personalpronomina
In Oromo benötigen Sätze, in denen das Subjekt nicht hervorgehoben wird, kein Personalpronomen, wie zum Beispiel kaleessa dhufne = wir kamen gestern. In diesem Satz kommt das Wort „wir“ nicht vor, denn Person und Zahl sind durch das Verb dhufne erkennbar, da es das Suffix -ne enthält. Wenn das Subjekt besonders wichtig im Satz ist, kann man auch ein Personalpronomen verwenden: nuti kaleessa dhufne. Die untere Tabelle zeigt alle Personal- und Possessivpronomina, wobei es abhängig vom Dialekt viele Variationen gibt. Possessivpronomina werden manchmal als Nominalsuffixe verwendet, und in manchen Dialekten gibt es keine Unterscheidung zwischen männlich und weiblich in der ersten und zweiten Person.
| Deutsch | Grundform                | Nominativ           | Dativ                        | Instrumentalis | Lokativ       | Ablativ        | Possessivpronomen            |
| ------- | ------------------------ | ------------------- | ---------------------------- | -------------- | ------------- | -------------- | ---------------------------- |
| ich     | ana, na                  | ani, an             | naa, naaf, natti             | naan           | natti         | narraa         | koo, kiyya [too, tiyya (f.)] |
| du      | si                       | ati                 | sii, siif, sitti             | siin           | sitti         | sirraa         | kee [tee (f.)]               |
| er      | isa                      | inni                | isaa, isaa(tii)f, isatti     | isaatiin       | isatti        | isarraa        | (i)saa                       |
| sie     | isii, ishii, isee, ishee | isiin etc.          | ishii, ishiif, ishiitti etc. | ishiin etc.    | ishiitti etc. | ishiirraa etc. | (i)sii, (i)shii              |
| wir     | nu                       | nuti, nu'i, nuy, nu | nuu, nuuf, nutti             | nuun           | nutti         | nurraa         | keenya [teenya (f.)]         |
| ihr     | isin                     | isini               | isinii, isiniif, isinitti    | isiniin        | isinitti      | isinirraa      | keessan(i) [teessan(i) (f.)] |
| sie     | isaan                    | isaani              | isaanii, isaaniif, isaanitti | isaaniitiin    | isaanitti     | isaanirraa     | (i)saani                     |

Als Höflichkeitsform wird die 2. Person Plural verwendet und zudem kann die 3. Person Plural einen höflichen Bezug auf die 3. Person Singular andeuten.

#### Reflexiv- und Reziprokpronomina
In Oromo gibt es zwei Möglichkeiten Reflexivpronomina auszudrücken. Eine davon ist das Wort „selbst“ of(i) oder if(i). Dieses Wort wird nur bezüglich Kasus inflektiert: isheen of laalti = sie sieht sich an, isheen ofiif makiinaa bitte = sie kaufte sich ein Auto.
Eine andere Möglichkeit ist die Verwendung des Substantivs mataa = Kopf mit einem Possessivpronomen: mataa koo = mir, mataa kee = dir etc.
Es gibt auch das Reziprokpronomen wal = einander, das wie of/if verwendet wird, zum Beispiel: wal jaalatu = sie mögen einander, kennaa walii bidan = sie brachten einander Geschenke.

#### Demonstrativpronomina
| Fall      | Nahe („dieses“)  | Fern („jenes“) |
| --------- | ---------------- | -------------- |
| Grundform | kana [tana (f.)] | sana           |
| Nominativ | kuni [tuni (f.)] | suni           |

### Verben
Im Oromo besteht ein Verb mindestens aus einem Stamm, der die lexikalische Bedeutung trägt, und Suffixen, die eine grammatische Zeit bzw. einen Aspekt anzeigen und mit dem Subjekt kongruieren.
Z. B. besteht die Verbform dhufne „wir kamen“ aus dem Stamm dhuf- „kommen“ und dem Suffix -ne, welches das Tempus Präteritum und das Subjekt der 1. Person Plural anzeigt.

#### Verbalbildung
Im Oromo können von Verbal- oder Nominalstämmen mit Hilfe von Suffixen und Präfixen neue Verben gebildet werden.
- Reflexive Verben: Verb + -addh, z. B. bit = kaufen zu bitaddh = sich etw. kaufen
- Passivische Verben: Das Oromo bildet passive Verben mittels eines Suffixes -am, z. B. jaara = bauen zu jaaram = gebaut werden
- Kausative Verben: Verb + -(i)s oder -siis, z. B. bar = lernen zu barsiis = lehren
- Fientische Verben: Adjektiv + -(a)addh, -aaw, oom, z. B.: jab = stark zu jabaaddh = stark werden
- Intensive und frequentative Verben: Sie werden durch Reduplikation der ersten Stammsilbe gebildet: dubbaddh = sprechen zu dudubbaddh = immer wieder sprechen

#### Flexion
Das Verb im Oromo besitzt fünf finite Verbformen: ein Präsens, das auch als Futur dient, ein Präteritum für vergangene Handlungen, einen Imperativ, einen Subjunktiv, der in Nebensätzen benutzt wird, sowie einen Jussiv, z. B. haa deemu (1. P. Sg.) „Lass mich gehen!“, haa deemtu (3. P. Sg. f.) „Lass sie gehen!“:
|                 | Präteritum      | Präteritum | Präsens (Imperfekt)          | Präsens (Imperfekt)          | Präsens (Imperfekt) | Präsens (Imperfekt) | Jussiv, Imperativ | Jussiv, Imperativ |
| Hauptsatztempus | Hauptsatztempus | Präteritum | Subjunktiv (Nebensatztempus) | Subjunktiv (Nebensatztempus) |                     |                     | Jussiv, Imperativ | Jussiv, Imperativ |
| Affirmativ      | Negativ         | Affirmativ | Negativ                      | Affirmativ                   | Negativ             | Affirmativ          | Negativ           |                   |
| --------------- | --------------- | ---------- | ---------------------------- | ---------------------------- | ------------------- | ------------------- | ----------------- | ----------------- |
| 1. P. Sg.       | -n beeke        | hin beekne | -n beeka                     | hin beeku                    | -n beeku            | hin beekne          | haa beeku         | hin beekin        |
| 2. P. Sg.       | beekte          | hin beekne | beekta                       | hin beektu                   | beektu              | hin beekne          | beeki             | hin beek(i)in     |
| 3. P. Sg. m.    | beeke           | hin beekne | beeka                        | hin beeku                    | beeku               | hin beekne          | haa beeku         | hin beekin        |
| 3. P. Sg. f.    | beekte          | hin beekne | beekti                       | hin beektu                   | beektu              | hin beekne          | haa beektu        | hin beekin        |
| 1. P. Pl.       | beekne          | hin beekne | beekna                       | hin beeknu                   | beeknu              | hin beekne          | haa beeknu        | hin beekin        |
| 2. P. Pl.       | beektani        | hin beekne | beektu, beektan(i)           | hin beektan                  | beektani            | hin beekne          | beekaa            | hin beek(i)inaa   |
| 3. P. Pl.       | beekani         | hin beekne | beeku, beekan(i)             | hin beekan                   | beekani             | hin beekne          | haa beekanu       | hin beekin        |

### Lehrbücher
- Catherine Griefenow-Mewis, Tamene Bitima: Lehrbuch des Oromo. Rüdiger Köppe Verlag, Köln 1994, ISBN 3-927620-05-X.
- Mohammed Ali, Andrzej Zaborski: Handbook of the Oromo Language. Polska Akademia Nauk, Wrocław 1990, ISBN 83-04-03316-X.
- Rainer Klüsener, Debela Goshu: Oromo Wort für Wort. Bielefeld 2008, ISBN 978-3-89416-386-0 (Kauderwelsch Band 217).

### Grammatiken
- Catherine Griefenow-Mewis: A Grammatical Sketch of Written Oromo. Rüdiger Köppe Verlag, Köln 2001, ISBN 3-89645-039-5.
- Taha M. Roba: Modern Afaan Oromo grammar: qaanqee galma Afaan Oromo. Authorhouse, Bloomington 2004, ISBN 1-4184-7480-0.
- Franz Praetorius: Zur Grammatik der Gallasprache. G. Olms, Hildesheim, New York 1973, ISBN 3-487-06556-8.

### Wörterbücher
- Gene B. Gragg (Hrsg.): Oromo Dictionary. African Studies Center, Michigan State University, East Lansing, Michigan 1982 (Monograph (Michigan State University. Committee on Northeast African Studies) Nr. 12).
- Edwin C. Foot: A Galla-English, English-Galla dictionary. Gregg, Farnborough 1968, ISBN 0-576-11622-X.
- Tamene Bitima: A dictionary of Oromo technical terms. Oromo – English. Rüdiger Köppe Verlag, Köln 2000, ISBN 3-89645-062-X.
- Tilahun Gamta: Oromo-English dictionary. University Printing Press, Addis Abeba 1989.
- A. Stroomer: A Concise Vocabulary of Orma Oromo (Kenya): Orma-English and English-Orma. Rüdiger Koppe Verlag, Köln, 2001, ISBN 9783896450630

### Sonstige Studien
- Harry Stroomer: A comparative study of three Southern Oromo dialects in Kenya. Helmut Buske Verlag, Hamburg 1987, ISBN 3-87118-846-8.